# Pietro Acclavio
Pietro Acclavio (Lecce, 26 agosto 1814 – Taranto, 26 febbraio 1891) è stato un politico italiano.

## Biografia
Figlio del magistrato Domenico venne eletto alla Camera nel 1865. Alla sua morte donò alla città di Taranto l'intera collezione di libri posseduti dalla famiglia. Negli anni successivi la città intitolò alla sua memoria la biblioteca comunale.